# 5394 Jurgens
5394 Jurgens è un asteroide della fascia principale. Scoperto nel 1986, presenta un'orbita caratterizzata da un semiasse maggiore pari a 2,3771622 UA e da un'eccentricità di 0,1652576, inclinata di 1,73738° rispetto all'eclittica.